# 双色图
在天文學中的雙色圖（或稱為雙色指數圖，color–color diagrams）是一個比較恆星在不同波長下視星等差異的圖表。天文學家進行觀測時一般都在特定波段下進行窄範圍波長觀測，並且天體在每個波段下的亮度都不同。在天文學上不同波段之間的光度差異稱為色指數。在雙色圖中，由兩個特定波段組成的色指數會位於該圖水平向的X軸，由另外兩個波段組成的另一個不同色指數（雖然一般情況下其中一個波段會在兩個被比較的色指數同時出現）則是位於垂直向的Y軸。

## 背景

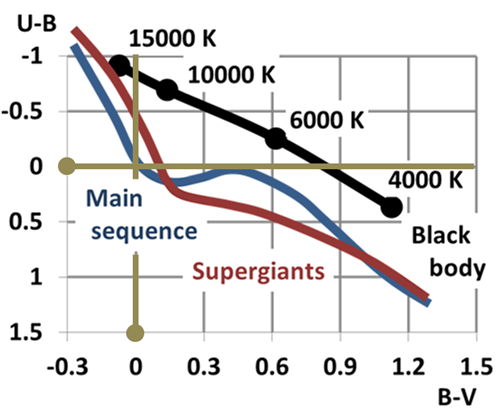
黑體的有效溫度與主序星、超巨星B-V和U-B光度差異的雙色圖。在相同的B-V色指數下，恆星輻射的紫外線強度低於黑體。

雖然恆星並不是完美的黑體，恆星光芒中的第一級光譜仍相當接近黑體輻射曲線，有時候也被認為和熱輻射曲線符合。黑體輻射曲線的整體形狀只由溫度決定，並且波長峰值和溫度成反比關係，即维恩位移定律。因此，觀測恆星光譜可以有效測定恆星表面的有效溫度。根據光譜儀獲得的恆星完整光譜可獲得比以較簡易的測光方式更多資訊。因此，藉著比較從各波段視星等差異決定的多個不同色指數方式仍可以有效測定恆星表面的表面溫度，這是因為各顏色之間星等差異和特定溫度是對應的。因此雙色圖可以作為表示恆星分布的一種方式，它就像赫羅圖一樣，不同光譜類型的恆星在雙色圖上的位置也不一樣。這個特性可應用在多種波段測定上。

## 應用

### 測光校正

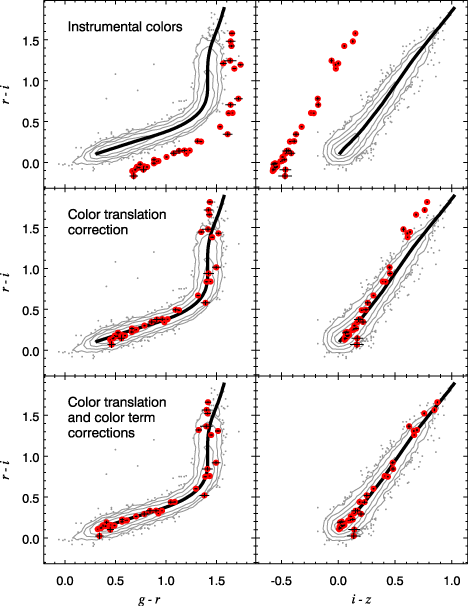
本示意圖表示天文學上恆星軌跡的光度校正回歸方式。

恆星的雙色圖可以用來直接校正或測試光學和紅外線攝影資料的顏色和星等。這種方式是利用銀河系中橫跨夜空的大量恆星顏色基本分布，並且事實上是觀測的恆星顏色（和視星等不同）和恆星與地球的距離是各自獨立的。恆星軌跡回歸（Stellar locus regression，SLR）是一個為了在測光校正時不需要標準星而開發的方式，除了極度少見（一年一次以下）的顏色模式量測以外。恆星軌跡回歸法已經使用在一些科學研究計畫。美國國家光學天文台廣角深度巡天計畫（NOAO Deep Wide-Field Survey（页面存档备份，存于），NEWFIRM）觀測的區域使用本方式以達到比其他先前的傳統測定法更高精確度的恆星顏色資料。南極望遠鏡則使用此法量測星系團的紅移。藍色峰值法（Blue-tip method）則是與恆星軌跡回歸關係密切的方式，但主要是使用在修正紅外線天文衛星資料中的銀河系消光預測。其他的巡天也使用了恆星的雙色圖，其中包含了牛津－達特茅斯三十度角巡天（Oxford-Dartmouth Thirty Degree Survey）和史隆數位巡天。

### 顏色異常值
分析史隆數位巡天或2微米全天巡天等大規模巡天的觀測資料是相當有挑戰性的，因為這樣的巡天會產生極大量資料。對於這些巡天，雙色圖就可用來尋找來自主序星分布的顏色異常值。當這些異常值被確定，就可以進行更深入研究。本法已被用來確認極低溫的次矮星。在測光中無法被分辨出來的聯星如有一顆成員星離開主序星階段的話，就可以使用顏色異常值的方式分辨出。經由漸近巨星分支從碳星演化成行星狀星雲的恆星在雙色圖上會在特殊位置。類星體也會出現顏色值異常現象。

### 恆星形成

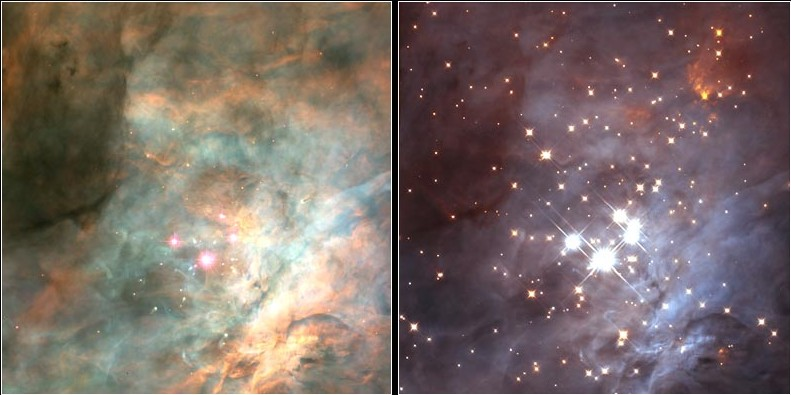
左側可見光影像可見塵埃雲，右側紅外線影像則可見到許多恆星。Credit: C. R. O'Dell-Vanderbilt University, NASA, and ESA。

雙色圖常使用在紅外線天文學以研究恆星形成區域。恆星是形成在由宇宙塵組成的星際雲之中。當恆星形成過程發生，就會形成由塵埃組成的星周盤，並且會被內部的恆星加熱。被加熱的塵埃就會像黑體一樣發射輻射，雖然它的溫度比恆星低很多。這樣的結果就是在恆星觀測資料中有紅外過量的情形。即使沒有星周盤，在恆星形成區域中的主序星仍會有紅外線波段光度比其他區域的主序星高的狀況。這些效應和星光因為被星際物質中的塵埃散射產生偏紅的光線是不同的。

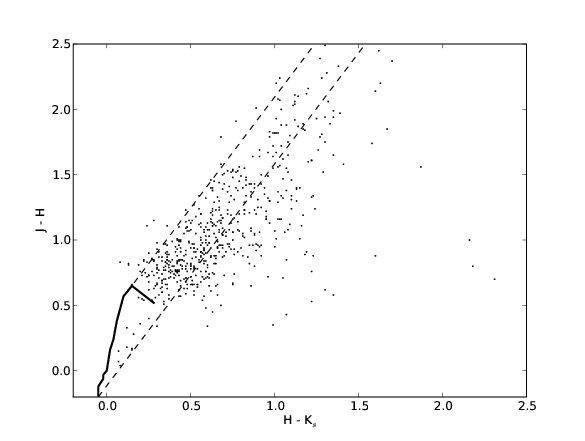
猎户四边形星团的雙色圖顯示了許多星團成員星有紅外輻射超量狀況，代表恆星周圍有星周盤。

雙色圖可以將以上兩種不同的效應完全隔離。因為對主序星在雙色圖上的關係曲線有足夠的了解，因此可在雙色圖上繪製理論上的主序星曲線作為參考值，例如右圖中的黑色實線。天文學家對星際塵埃的散射機制也已經足夠了解，因此各波段星等的資料可在雙色圖上表示以判定被期望觀測到星際紅化的區域，而這樣的資料在右圖中是以黑色虛線繪出。典型的紅外線雙色圖通常以色指數H–K為水平軸方向，J–H為垂直軸方向（關於紅外線各波段資訊請參見紅外線天文學）。在這樣的雙色圖上恆星會落在代表主序星曲線的右側，並且被紅化的波段會被繪製在明顯高於主序星在K波段的位置，其中也包含了因為星際塵埃而被紅化的主序星。在J、H和K波段中以K波段的波長最長，所以在K波段異常明亮的天體就被認為是紅外輻射過量天體。如果是像位於反射星雲內的原恆星這類天體，它的長波長輻射過量則是因為反射星雲的抑制造成。雙色圖可以作為研究恆星形成的一種方式，並且恆星形成過程中的狀態可以大略從它在雙色圖上的位置得知。

## 外部連結
- Stellar Locus Regression
- Color-Color and Color-Magnitude Diagrams（examples of color-color diagrams）
- Near-Infrared Photometric Variability of Stars Toward the Chamaeleon I Molecular Cloud（页面存档备份，存于）